# Gasolina de pirólise
Gasolina de pirólise é uma mistura de vários hidrocarbonetos aromáticos, parafinas e olefinas, similar em composição e aplicações à gasolina, originária de processo de craqueamento térmico (um processo de pirólise) a partir de frações de petróleo de moléculas mais longas e complexas, de menor consumo no mercado de solventes e combustíveis.
Pode também ser gerada da pirólise de nafta petroquímica, sendo o produto resultante de onde são retiradas as frações mais leves (eteno, propeno e "C4" - compostos de 4 átomos de carbono, como o butano e butadieno). Posteriormente, a partir dessa fração primária, são retiradas as correntes chamadas na indústria do petróleo "C9" (com 9 átomos de carbono) e os compostos aromáticos.